# Луговая (Лобня)
Луговая — микрорайон в городе Лобня. На территории посёлка находится ВНИИ кормов имени В. Р. Вильямса (всероссийский научно-исследовательский институт). В микрорайоне находится одноимённая железнодорожная платформа пригородных электричек Савёловского направления — Луговая (платформа).

## История
1913 год — по инициативе основоположников отечественного луговодства профессоров В. Вильямса и А. Дмитриева на участке Качалкинской казённой лесной дачи начинается создание учебно-показательного хозяйства при курсах по луговодству и формирование при нём посёлка Качалкино.
1917 — организация в Качалкино первой в России Станции по изучению кормовых растений и кормовой площади. В 1922 году она была преобразована в Государственный Луговой институт (ныне ВНИИ кормов имени В. Р. Вильямса). Впоследствии перед зданием Института был установлен бюст В. Р. Вильямса.
1944 — закладывается основная часть дачного посёлка Луговая к востоку от платформы, в которой, в частности, находятся поселковая школа и клуб.
1990-е годы — в болотах, окружающих реку Учу на северной окраине микрорайона, был обнаружен сохранившийся с военных времен танк.

### Достопримечательности

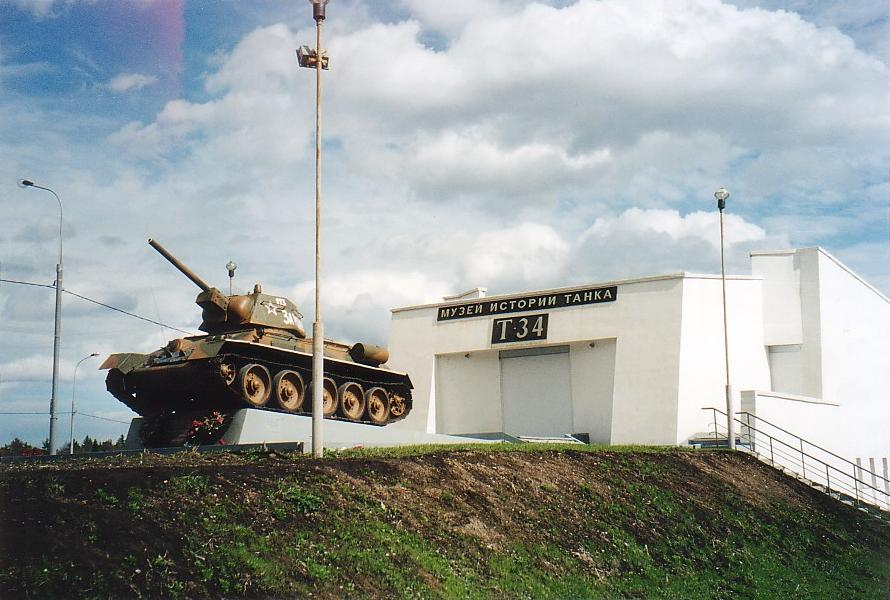
Музей истории танка Т-34 (рядом с Луговой)

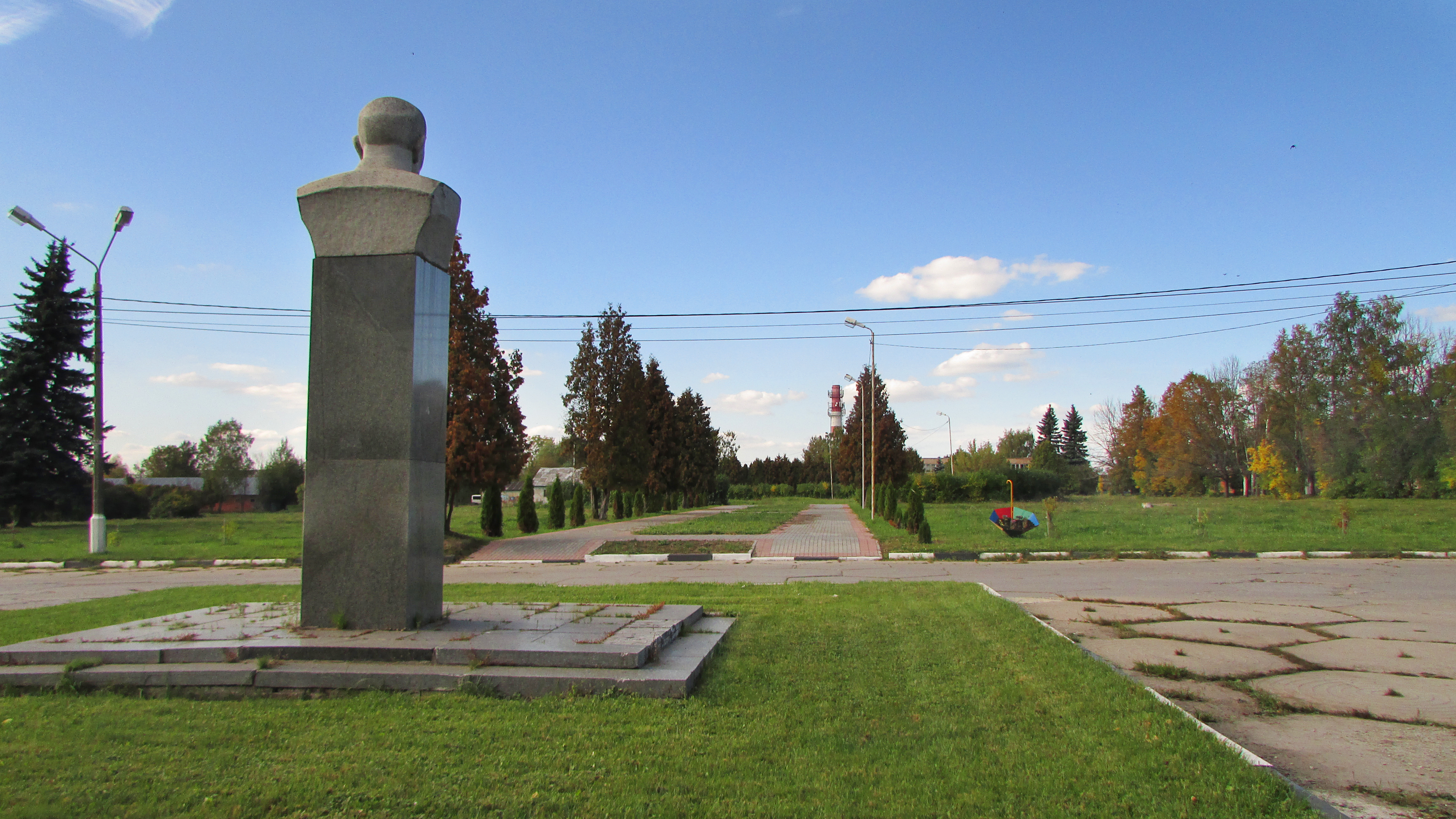
Площадь В. Р. Вильямса

На территории ВНИИ кормов сохранилась гиперболическая водонапорная башня, созданная в 1920-х годах по проекту инженера В. Шухова.

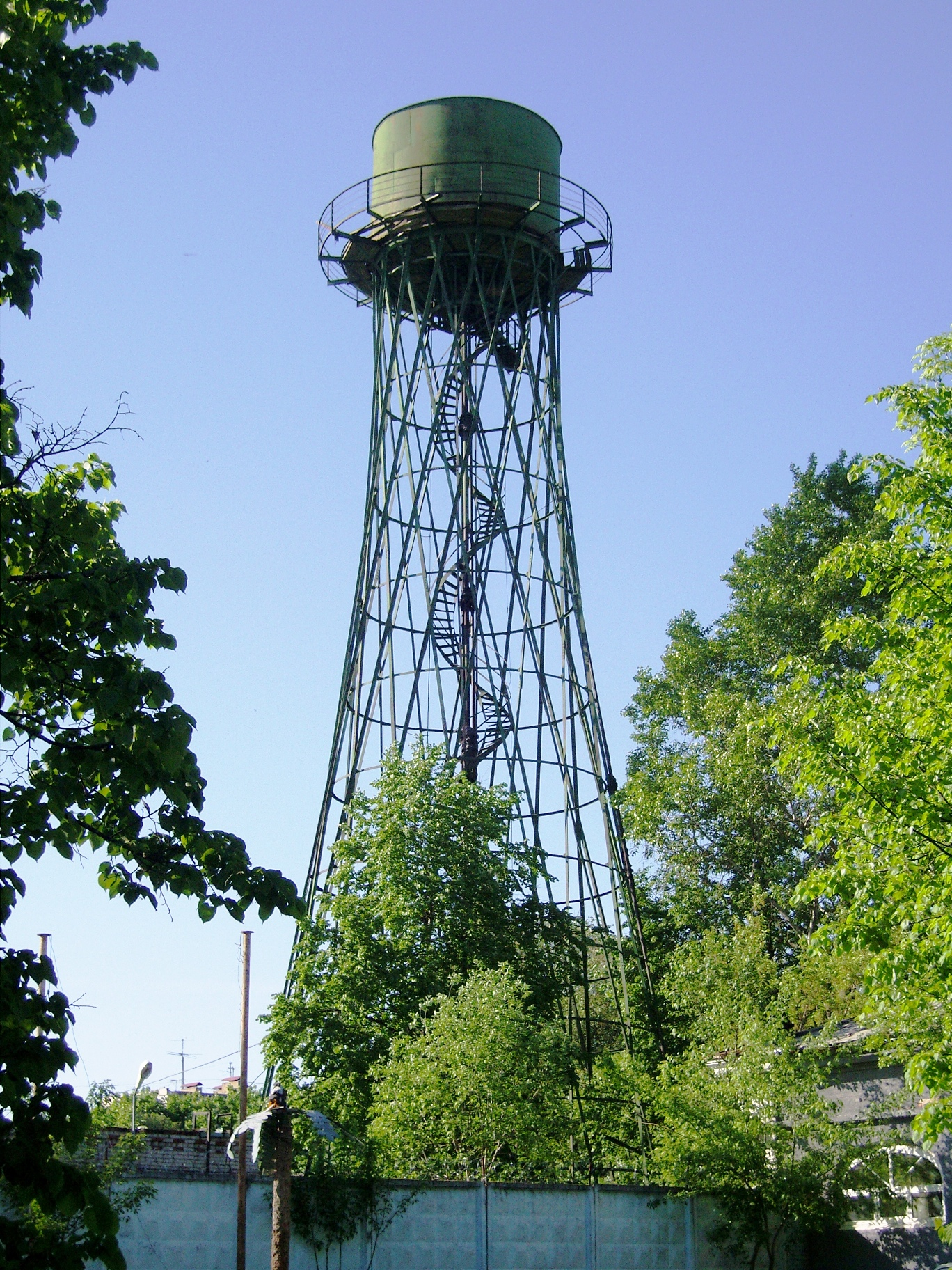
Гиперболоидная водонапорная башня конструкции В. Г. Шухова в микрорайоне Луговая на территории ВНИИК имени В. Р. Вильямса

На этих землях в декабре 1941 года были остановлены немецко-фашистские войска, рвавшиеся к Москве, и проходила передняя линия фронта. В память об этом близ платформы Луговая были установлены: монумент «Последний окоп» (при движении от Москвы по левой стороне, у железнодорожной насыпи, при подъезде к платформе Луговая) и памятник советскому воину слева от железнодорожного переезда. Кроме того, в 1985 году на пересечении Центральной улицы и Вокзальной, переименованной к 40-летию Победы в улицу 35-й Бригады, был установлен памятный знак 35-й отдельной стрелковой бригаде.
Эхо войны в Луговой встречается повсеместно, примерно в 500 метрах в каждую сторону от платформы, сохранились останки бетонных железнодорожных мостов, взорванных в 40-х годах, рядом с самой платформой — котлован — бывшая братская могила, которая сейчас заполнена водой. На служебном домике у ж. д. переезда установлена мемориальная табличка: «Здесь в годы Великой Отечественной войны располагались медпункт и пункт связи 35-й отдельной стрелковой бригады».
На восточной окраине микрорайона, близ деревни Шолохово, на Дмитровском шоссе расположен музей танка Т-34 с обширной экспозицией танковой техники времён Великой Отечественной войны и послевоенного периода.
В настоящее время Луговая стала одним из любимых мест отдыха любителей внедорожной езды, в результате чего были раскатаны в рытвины окрестные лесные дороги, а также плотина на р. Раздерихе.
На ул. Гоголя активисты сделали волейбольную площадку, на которой практически ежедневно проходят тренировки местных волейбольных команд под руководством известного тренера А. Пузырева.

## Герб
Герб посёлка Луговая утвержден 10 ноября 1988 года решением № 241 исполкома Луговского поселкового Совета народных депутатов г. Лобня. Авторы герба: Константин и Юрий Моченовы.
Герб представлен в виде многоцветного щита. В зелёном поле — стилизованная раскрытая книга, на которую наложен цветок клевера, показывающие то, что в посёлке расположен Всесоюзный НИИ кормов, с созданием которого связаны основание и рост посёлка. Зелёный цвет поля показывает также окрестности посёлка как богатые лесами, лугами и полями. В вершине щита стилизованное изображение Кремлёвской стены, означающее, что посёлок расположен в Московской области. Щит пересекает ломаный золотой пояс, показывающий линию фронта, проходившую по посёлку в ноябре-декабре 1941 года при обороне Москвы от немецко-фашистских захватчиков.